# Sun Guoting

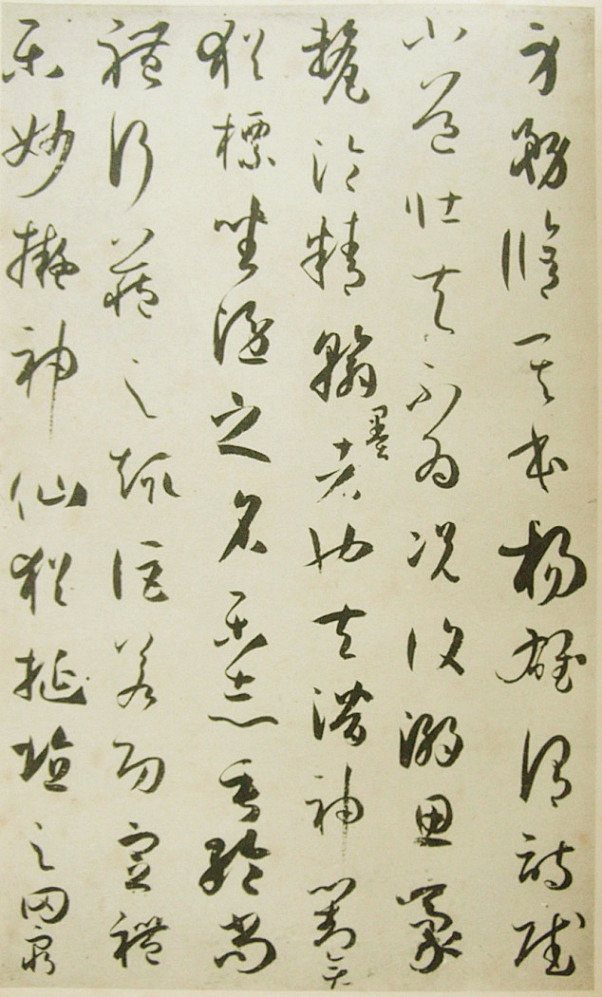
Parte del Tratado de Caligrafía

Sun Guoting (chino simplificado: 孙过庭; chino tradicional: 孫過庭) o Sun Qianli (孫虔禮), fue un calígrafo chino de la dinastía Tang, recordado por su caligrafía cursiva y su Tratado de Caligrafía (書譜) (ca. 687). La obra fue la primera obra teórica importante en la caligrafía china, y ha seguido siendo importante desde entonces, aunque sólo sobrevivió su prólogo. El prólogo es la única obra caligráfica sobreviviente de Sun, por lo tanto es responsable de la reputación tanto de Sun como artista y como teórico. El pergamino original se puede ver en el Museo Nacional del Palacio, en Taipéi, Taiwán, y en su sitio web.